# Hatice Aslan
Hatice Aslan, conosciuta anche con il nome da sposata Hatice Aslan Kaleli (Sivas, 20 febbraio 1962), è un'attrice turca, attiva principalmente in campo teatrale, attività che le ha valso vari premi, e televisivo.

## Biografia
Hatice Aslan nasce a Sivas il 20 febbraio 1962. Nel 1979 inizia gli studi al conservatorio di Ankara, diplomandosi nel 1983 e nel 1986 entra a far parte del Teatro Statale di Smirne, rimanendovi fino al 1992. Nel 2000 si trasferisce ad Istanbul, dove inizia a lavorare per il Teatro Statale. Nel 2008 è tra i protagonisti del film, diretto da Nuri Bilge Ceylan, Le tre scimmie (Üç maymun), dove interpreta il ruolo di Hacer. Questo ruolo le vale i premi come miglior attrice dalla SIYAD e nel RiverRun International Film Festival. L'anno seguente è nel cast del film bulgaro, diretto da Kamen Kalev, Eastern Plays.

## Filmografia parziale

### Cinema
- Le tre scimmie (Üç maymun), regia di Nuri Bilge Ceylan (2008)
- Kıskanmak (2009)
- Eastern Plays, regia di Kamen Kalev (2009)
- Vücut (2012)
- 9on (2014)
- Anadolu leoparı (2021), regia di Emre Kayış
- Lezioni private (Özel Ders), regia di Kivanç Baruönü (2022)

### Televisione
- Elif'in Rüyaları (1992)
- En son babalar duyar (2002)
- Hırçın menekşe - miniserie TV (2003)
- A.G.A. - miniseie TV (2003)
- Hürrem Sultan - miniserie TV, 8 episodi (2003)
- Güzel günler - serie TV (2007)
- Düğün şarkıcısı - serie TV, 14 episodi (2008)
- Ayrılsak da beraberiz (2015)
- Mayıs kraliçesi (2015)

## Premi e riconoscimenti (lista parziale)
- 2008: Premio della SIYAD come miglior attrice per Le tre scimmie[2]
- 2008: Premio del RiverRun International Film Festival come miglior attrice per Le tre scimmie[2]